# Charles Tottenham, 8. Marquess of Ely

Wappen des Marquess of Ely

Charles John Tottenham, 8. Marquess of Ely (* 30. Mai 1913 in Binsted, Hampshire; † 1. Februar 2006) war ein britischer Peer und Politiker.

## Leben
Er war der Sohn von George Leonard Tottenham (1879–1928) und Cécile Elizabeth Burra. Nach dem frühen Tod seines Vaters zog seine Mutter mit ihm und seinen Geschwistern zunächst nach Genf in die Schweiz, wo er das Collège de Genève besuchte und später nach Kingston (Ontario) in Kanada, wo er sein Studium an der Queen’s University als Bachelor of Arts (B.A.) abschloss.
Nach dem Studium arbeitete er zunächst als Französischlehrer und Bibliothekar am Royal Military College of Canada in Kingston sowie als Übersetzer für eine Versicherung, bis er 1937 als Lehrer an die Trinity College School in Port Hope (Ontario) wechselte, wo er zum Rektor der dazugehörigen Boulden House-Vorschule aufstieg. 1981 schied er aus dem Schuldienst aus.
Beim kinderlosen Tod seines Onkels dritten Grades George Loftus, 7. Marquess of Ely am 31. Mai 1969 erbte er dessen Adelstitel als 8. Marquess of Ely, sowie die nachgeordneten Titel 8. Earl of Ely, 8. Viscount Loftus of Ely, 8. Baron Loftus of Loftus Hall, 8. Baron Loftus of Long Loftus und 9. Baronet, of Tottenham Green. Mit dem Titel Baron Loftus of Long Loftus war bis 1999 ein Sitz im britischen House of Lords verbunden.

## Ehen und Nachkommen
In erster Ehe hatte er 1938 Katherine Elizabeth Craig († 1975) geheiratet. Mit ihr hatte er vier Kinder:
- Rev. Lady Ann Tottenham (* 1940), Suffraganbischöfin von Toronto
- Charles Tottenham, 9. Marquess of Ely (* 1943)
- Lord Timothy Tottenham (* 1948)
- Lord Richard Tottenham (* 1954)

Nach dem Tod seiner ersten Gattin heiratete er 1978 in zweiter Ehe Elspeth Ann Hay († 1996). Diese Ehe blieb kinderlos.